# Waverly (Ohio)
Waverly település az Amerikai Egyesült Államok Ohio államában, Pike megyében, melynek megyeszékhelye is. Lakosainak száma 4165 fő (2020. április 1.).

## Népesség
A település népességének változása:

| 1840 | 306   |
| 2020 | 4 165 |